# Jean-Noël Dumont
Pour les articles homonymes, voir Dumont.
Jean-Noël Dumont, né à Lyon en 1947, est un philosophe français et professeur de philosophie, formateur d'un grand nombre de professeurs de philosophie, et fondateur du Collège Supérieur.

## Biographie
Dès 1968, Jean-Noël Dumont construit sa pensée philosophique sur la question de Dieu. Il crée en 1970 avec Xavier Lacroix le Centre Kierkegaard qui propose d'ouvrir la philosophie à tout public, et en assure l'animation jusqu'en 1979.
Il est agrégé de philosophie à l'âge de 23 ans,.
Il a été enseignant pour les classes de terminales de l'externat Sainte-Marie Lyon pendant plus de quarante années, et en en classes préparatoires jusqu'en 2012.
Après avoir enseigné à l'université Jean-Moulin-Lyon-III, Jean-Noël Dumont a fondé au cœur de Lyon le Collège Supérieur de philosophie en 1999, centre de réflexion et de formation, ouvert à tous, et à la fois maison d'étudiants et pôle intellectuel rassemblant professeurs et grand public, qui a innervé tout le tissu lyonnais. À partir de la retraite, il enseigne au Séminaire provincial Saint-Irénée de Lyon.
Il a été responsable de la collection « Les Chemins de la foi » au CERF. Son enseignement et ses travaux mettent toujours en valeur l'interrogation réciproque de la philosophie et de la religion. Jean-Noël Dumont est souvent « appelé « le Socrate chrétien », comme l'abbé Noirot, un professeur de philosophie du XIXe siècle qui n'a pas écrit de livres mais dont la paternité intellectuelle fut énorme ».
Il est élu à l'Académie catholique de France en 2010. Membre de l'association « Les Apprentis philosophes », il préside l'Association des Amis de Montalembert (AADM) et de l'association des philosophes chrétiens.

## Distinction
: 8 décembre 2015 : il reçoit les Palmes académiques.

### Auteur
- Blaise Pascal : le mondain, le savant, le croyant, Peuple libre, 2023,  (ISBN 978-2-36613-138-3)
- Pour une alternative catholique. Suivi de trois études sur Montalembert, Péguy, Cavanaugh, Cerf, 2017,  (ISBN 978-2-204-12064-7), 217 p.
- Houellebecq : la vie absente, éditions Manucius, 2017,  (ISBN 978-2-84578-676-9), 110 p.
- Exercices de liberté, éd. Le Collège Supérieur, 2015.
- Le Sens du plaisir : ce que le cheval noir veut dire à son cocher, éd. Le Collège Supérieur, 2012.
- Péguy : l'axe de détresse, Michalon, 2005, 128 p.,  (ISBN 978-2-84186-259-7)[7]
- Premières leçons sur le Manifeste du parti communiste de Marx, PUF, 1999,  (ISBN 2-13-049308-4), 130 p.
- Premières leçons sur L'Apologie de Socrate de Platon ; suivies de L'Apologie de Socrate de Xénophon, PUF, 1998,  (ISBN 2-13-048378-X), 118 p.
- Premières leçons sur les "Pensées" de Blaise Pascal, PUF, 1996, 116 p.
- Le Tiers invisible et autres chroniques intempestives, Desclée Mame, 1995.
- Mon histoire commence en, éditions Paroles d'Aube, coll. Mémoire du rêve, Vénissieux, 1995,  (ISBN 2-909096-37-8), 87 p.

### Collectif
- Pourquoi enseignons-nous ? École du sens, sens de l'école, avec François-Xavier Bellamy, Xavier Dufour, Bruno Roche, Fatwzia Barrage, Marie Grand, et Olivier Gosset, Éditions SOS éducation, 2016,  (ISBN 979-10-93981-01-7), 166 p.
- L'éducation à l'âge du "gender". Construire ou déconstruire l'homme ?, avec Michel Boyancé, Rémi Brague, Thibaud Collin, Frédéric Crouslé, et Xavier Lacroix, éditions Salvator, coll. carte blanche, 2013,  (ISBN 9782706709814)
- « Charles de Montalembert et Louis Veuillot » dans Charles de Montalembert et ses contemporains, (dir.), Paris, Le Cerf, 2012.
- Les catholiques et la démocratie. Colloque interdisciplinaire, avec Jacques Barrot, Éditions de l'Emmanuel, 2012.
- Dialogue sur l'athéisme et la foi au Collège supérieur le 28 janvier 2009, avec André Comte-Sponville, avec la participation de Marc Gaucherand, éd. Le Collège supérieur, Lyon, 2009.
- Vie spirituelle et psychologie: actes du colloque interdisciplinaire, Lyon, 28-29 novembre 2003, avec Tony Anatrella, éd. Le Collège supérieur, 2004, 218 p.
- Evaristo: les encres, avec Régis Neyret, Les Amis du peintre Evaristo, 2004, 189 p.
- Histoire et justice, avec Pierre Truche, Éditions de l'Emmanuel, 2002, 214 p.
- Le don : Colloque interdisciplinaire, Lyon, 24-25 novembre 2001, avec Jean-Luc Marion, Le Collège supérieur, Éd. de l'Emmanuel, Lyon, 2001,  (ISBN 2-914083-50-5), 188 p.
- (dir.), L'Église et les hommes, Tome 2, Fayard, Paris, coll. Les Chemins de la foi, 1984,  (ISBN 2-7041-0276-7), 305 p.
- (dir.), L'Église et les hommes, Tome 1, avec Guy Bedouelle, Droguet et Ardant, Limoges, Fayard, Paris, coll. Les Chemins de la foi, 1983,  (ISBN 2-7041-0275-9), 293 p.

### Articles/chapitres
- « Autour de Charles de Montalembert : un parti catholique ? », Les catholiques et la démocratie, (dir.), Lyon, éd. Le Collège Supérieur, 2012, p. 29-51.
- « L'Éducation ou l'âme révélée » dans “Mon Âme exalte le Seigneur”, conférences de Carême 2011 à Notre-Dame de Fourvière, Parole et Silence, 2011.
- « L'image souillée de Dieu », Valeurs actuelles, 8 décembre 2011 Lire en ligne
- « Jeanne d'Arc au tribunal », dans Esprit no 337, août-septembre 2007, Le procès : la justice mise à l'épreuve,  (ISBN 978-2-909210-58-2), 263 p.
- « Le bouddhisme » dans Révélation et traditions, Droguet & Ardant, Fayard, Limoges, 1986,  (ISBN 2-7041-0277-5), 291 p.

### Éditorialiste
- Le Collège supérieur Bulletin d'information[8]
  - « A propos d'un programme controversé : la Métaphysique », no 1, 4e trimestre 1999.
  - « Yonville, village citoyen ? », no 2, 1er trimestre 2000.
  - « La place publique », no 3, 2e trimestre 2000.
  - « De la nature à la création », no 4 3e trimestre 2000 trimestre 2000.
  - « Exercice de liberté », n ° 6, 1er trimestre 2001.
  - « La plainte », no 7, 2e trimestre 2001.
  - « La mesure et l'incommensurable », no 8, 3e trimestre 2001.
  - « De l'esprit », no 16, 3e trimestre 2003.
  - « Voici mon corps ? », no 17, 4e trimestre 2003.
  - « De l'oppression ordinaire », no 21, 4e trimestre 2004.

### Préfacier
- en collaboration avec Daniel Moulinet à : Charles de Montalembert : L'Église libre dans l'État libre, précédé des Intérêts catholiques au XIXe siècle, Charles de Montalembert, Paris, Le Cerf, 2010, 475 p.
- Jubilation, Damon, Peintures d'Hubert Damon, poèmes d'Emmanuel Damon, Emmanuel Damon, Le Cerf, 2010.